# Eressa ypleta
Eressa ypleta là một loài bướm đêm thuộc phân họ Arctiinae, họ Erebidae.